# Vinzenz Deutschmann
Vinzenz Deutschmann (* 27. Juni 1807 in Wien-Laimgrube; † 11. August 1838 ebenda) war ein österreichischer Orgelbauer.

## Leben
Vinzenz Deutschmann war Sohn von Friedrich Deutschmann. Er erlernte den Orgelbau bei seinem Cousin Jacob Deutschmann, der in Wien-Alservorstadt eine Werkstätte betrieben. Ab 1833 war Vinzenz Deutschmann als Orgelbauergeselle tätig, in seinen beiden letzten Lebensjahren betrieb er eine eigene Werkstätte in Wien-Laimgrube. Da er in jungen Jahren starb, sind von ihm nicht viele Orgelbauten überliefert. Die Orgel der Pfarrkirche Eckartsau wurde von ihm 1837 begonnen und von seinem Gesellen Franz Ullmann vollendet.
Eine Verwandtschaft der Familie zu Vater und Sohn Johann Deutschmann erscheint unwahrscheinlich, obwohl die beiden Fabrikationsstätten zufällig in unmittelbarer Nähe lagen.

## Werke
| Jahr | Ort       | Gebäude               | Bild | Manuale | Register | Anmerkungen                                                                     |
| ---- | --------- | --------------------- | ---- | ------- | -------- | ------------------------------------------------------------------------------- |
| 1837 | Eckartsau | Pfarrkirche Eckartsau |      | I/P     | 10       | von Vinzenz Deutschmann begonnen, durch dessen Gesellen Franz Ullmann vollendet |